# حل علاقة التواصل الشخصي
يمكن للتواصل الشخصي الذي يحدث أثناء تدهور/ حلّ العلاقة أن يفسّر «السبب» المحتمل وراء تفكك العلاقة وخطوات الاتصال التي يتبعها الانفصال. بحثت الدراسات في تنبؤات الانفصال وطرقه والاستراتيجيات المتعلقة به وتأثيراته وأخيرًا عملية تجاوزه عاطفيًا.

## تعريفه
يشير مصطلح حلّ العلاقة «إلى عملية تفكك العلاقات (الصداقة أو العلاقات العاطفيّة أو الزوجية) من خلال النشاط التطوعي لشريك واحد على الأقل». تبحث هذه المقالة في نوعين من حلّ العلاقة، هما الانفصال غير الزوجي والانفصال الزوجي. تشمل الاختلافات كيفية اختبار العلاقة وكيف تجب دراستها وكيف يمكن العمل على إنجاحها. تساعدنا الانفصالات غير الزوجية في فهم طبيعة القضايا المعنية بالأمر وأشكال الحزن المتعلق بتلك الانفصالات، فهي ذات معنى لكلا الشريكين، ما يخلق أزمة في العلاقة الحميمة والتطور على الصعيد الشخصي والاجتماعي وتوقعات الالتزام المستقبلية. توفر النجاة من انفصال غير زوجي فرصة لاكتشاف الذات واكتشاف عطاء ومنزلة وقيمة الحزن والوعد في الشفاء (ويبر، 1992). في حالات الانفصال الزوجي، قد تحدث المزيد من المجادلات والتأجيلات لقرار إنهاء العلاقة وهذا عائد لوجود الأطفال (جونسون، 1982) الذين يُطلق عليهم اسم القوة المانعة. لا ينبغي اعتبار جميع الانفصالات «فشلًا»، بسبب أنها لم تدم طويلاً أو لأن معدلاتها تصل إلى قيم سنوية يحددها المجتمع. قد توفر بعض الانفصالات تغييرًا إيجابيًا واضحًا لأحد الشريكين في حال وجود شكل من أشكال سوء المعاملة أو عوامل سلبية أخرى في العلاقة.

## عوامل الانفصال
لا تُبنى أي علاقة بفرض أنها ستنتهي بتفطر القلب والحزن، الذي ممكن أن يعاني منهما أحد الشريكين على الأقل. لماذا نشعر بالانزعاج إذا كان الاعتقاد السائد هو أن 50٪ على الأقل من الزيجات سوف تنتهي بالطلاق؟ صرّح جونز وبورديت، في عام 1994، في عملهما بأننا نواجه خطرين شاقيّن عندما نواصل علاقة حميمة تتخللها علاقة مبنية على الرفض والخيانة. وهذا يتعارض مع حاجتنا الاجتماعية للانتماء والتي تتفوق عادة على المخاطر. أجرى هيل وروبن وبيبلاو دراسة في عام 1976 حيث وافق 231 من الأزواج من جنسين مختلفين على إجراء استبيان حول علاقتهم لمدة عامين. إذ نجح 128 زوجًا فقط في البقاء معًا لمدة عامين، ولكن المعلومات التي جُمعت من 103 زوج هي التي قدمت معلومات جوهرية حول عوامل الانفصال.

### التوقعات
- الاختلاف بين كلا الزوجين من ناحية العمر والمستوى التعليمي وجاذبية الشكل.
- أمّا الأزواج الذين اعترفوا بأنهم «أحبَّوا» بعضهم فقد استمروا في علاقتهم مقارنة بالأزواج الذين «أُعجبوا» ببعضهم ببساطة.

### سير العلاقة
وجد هيل وآخرون (عام 1976) أن موسم الذروة لانفصال هو عند حدوث تغيرات في حياة الشخص، ما قد يفرض إعادة النظر في العلاقة وإمكانية الحفاظ عليها مع مرور الوقت أو بُعد المسافة أو أي تغيير آخر في نمط الحياة. إذ اتَضح أن النساء أكثر عرضة لتلك التغييرات.

### تأثيرات الانفصال
- أوضحت دراسة هيل وآخرون (عام 1976) أن الرجال أكثر عرضة من النساء للضرر الذي يخلّفه الانفصال؛ فقد شعروا بالكثير من الاكتئاب والوحدة والأسى وبحرية أقل في حين أنهم شعروا بالقليل من الذنب.
- في حين كانت النساء أقل توترًا وعاطفة وأكثر براغماتية حول مستقبل العلاقة وكيف ستؤثر على حياتهنّ؛ إذ شعرنَ بخطر أكبر حيال العثور على الشريك المناسب.

## نموذج داك الطوبوغرافي
طوّر ستيف داك (عام 1981) نموذجًا طوبوغرافيًا لانفصال وحلّ العلاقة، سواء كانت العلاقة زوجية أم لا، والذي أوجز فيه أربعة نماذج من الانفصال: المصير الموجود مسبقًا والفشل الميكانيكي وفقدان الطريقة والموت المفاجئ.

### المصير الموجود مُسبقًا
لا يمكن للأزواج الذين لم ينسجموا بشكل جيد منذ البداية -بغض النظر كيف بدأت العلاقة- أن يتجاوزوا الاختلافات الشخصية بينهم.

### الفشل الميكانيكي
عندما تفشل العلاقة، بسبب كون التواصل ضعيفًا أو غير منسجم؛ ذلك لأنه لا يمكن لأي علاقة الاستمرار دون تواصل.

### فقدان الطريقة
تنتهي العلاقات بسبب عدم بلوغها جميع إمكانياتها، ولو كانت تلك النهاية بطيئة. وذلك بسبب الإنتاجية أو التواصل الضعيفين من قِبَل أحد الزوجين أو كليهما معًا.

### الموت المفاجئ
يمكن أن يؤدي سماع معلومات جديدة عن الشريك إلى موت مفاجئ للعلاقة الجديدة إلى جانب انعدام الثقة. وصف ديفيس (عام 1973) أن ثلاث حالات يمكن أن تؤدي إلى «الموت المفاجئ» في العلاقة وهي: الانهيار من قِبَل الشريكين، والتي يحافظ فيها كلا الزوجين على علاقة رسمية دون علاقة حميمة؛ والانهيار من قِبَل شريك واحد، حيث يكون أحد الشريكين اتكاليًا على الآخر، ويسعى الآخر بنشاط إلى إنهاء العلاقة؛ والانهيار الكامل، والذي يُعتبر نهاية مفاجئة ناجمة بشكل أولي عن عوامل خارجية تجعل من التراجع أو الإصلاح أمرًا مستحيلًا.

## استراتيجيات الانفصال
هناك ما لا يقل عن خمسة عشر إستراتيجية تُستخدم لإنهاء العلاقات ويتم التمييز بينها عن طريق كونها أحادية أو ثنائية الجانب أو غير مباشرة أو مباشرة (باكستر، 1982، 1984).

### أحادية الجانب وغير مباشرة
- تراجع في العاطفة والمساندة
- التصعيد الزائف: وهو افتراض أن الانفصال سيحسن العلاقة
- التصعيد المتكلف: وهو العلم على إكراه الشريك بالعلاقة
- الحيَل العلائقية: نشر خبر الانفصال إلى صديق أو طرف ثالث
- سلوك التهرَب/ التجنّب: بدءًا من التهرب الكامل إلى قلّة التواصل

### ثنائية الجانب ومباشرة
- التفريغ المباشر: الاعتراف ببساطة بان العلاقة قد انتهت
- البدء بمقابلة أشخاص جُدد
- التبرير: شرح أسباب انتهاء العلاقة
- التحايل في الحديث عن العلاقة: التحدث عن «المشكلات»
- التهديد والتنمّر
- اللهجة الإيجابية: من خلال القول إن «السبب ليس نحن، إنما النهاية»
- التصعيد المزيف: الانفصال لمعرفة ما إذا كانت العلاقة ستستمر

### ثنائية الجانب وغير مباشرة
- التلاشي: ينفصل كلا الشريكين عن بعضهما

### ثنائية الجانب ومباشرة
- لعبة اللّوم: يكون كلا الشريكين مستاء من الآخر ويقوم بوضع اللّوم عليه
- نقاشات حول الانفصال: الإدراك بأن المشكلات مستحيلة الحلّ والنقاش حول الانفصال

## مراحل حلّ العلاقة عند داك
تُنقل المراحل الأربع -كل واحدة منها بميزاتها وعناصرها المعيّنة- من حلّ العلاقة من وجهة نظر ستيف داك (1982)، بمجرد تجاوز أحد الطرفين أو كلاهما للعتبة المعرفية.

### المرحلة النفسية الداخلية
تبدأ هذه المرحلة عندما يشعر أحد الشريكين بالاستياء ويباشر البحث سراً عن طريقة «لإصلاح» العلاقة. ينص فوجان (1986) على أن حلّ الارتباط يبدأ بسرّ، ويؤكد داك على أن سرّ التعاسة يبقى على هذا الشكل خلال هذه المرحلة.

### المرحلة الديناميكية
تبدأ هذه المرحلة عندما يقرر أحد الشريكين المُستاء حل المشكلة من خلال مواجهة الشريك الآخر، وبالتالي هذا يعني الدخول إلى منطقة مجهولة. قد لا يُصلح ذلك الخطأ لذا لن يكون لديك الخيار سوى في الاستمرار في العلاقة حتى يصبح الشريك المُستاء مصممًا على الرحيل، ما سينقل العلاقة إلى المرحلة التالية.

### المرحلة الاجتماعية
تبدأ المرحلة الاجتماعية عندما يستنتج كلا الشريكين دوره حول كيفية حدوث الانفصال وكيف سيطرحه بين دوائرهما الاجتماعية. في حال اعتُبر ذلك نهاية العلاقة، فسوف ينتقلان إلى المرحلة الأخيرة من حلّ العلاقة.

### مرحلة التأنيب المميت
تُعتبر هذه المرحلة مجرد «محاولة لدفن ووصف العلاقة». يبتكر الشريكين هنا قصة مقبولة عن حبهما وخسارتهما، إذ يقومان بأي فعل معرفي، مثل الاستبطان والعَزُو (الإسناد) والترشيد وإعادة تقييم الذات وغيرها، وهو أمر ضروري للتغلّب على العلاقة الميّتة.